# Thorsten Bohl
Thorsten Bohl (* 1965) ist ein deutscher Erziehungswissenschaftler und seit 2007 Professor am Institut für Erziehungswissenschaft der Universität Tübingen.

## Leben
Thorsten Bohl studierte Lehramt und Magister in Heidelberg und arbeitete mehrere Jahre als Lehrer an einer Realschule mit den Fächern Englisch, Mathematik und Sport. 1997 schloss er an der Universität Tübingen den Studiengang Diplompädagogik mit dem Schwerpunkt Schulpädagogik ab.
Er promovierte 2000 mit einer Arbeit zu ‚Unterrichtsmethoden an Realschulen‘. 2004 habilitierte er sich an der Universität Tübingen mit einer kumulativen Habilitationsschrift zum Thema ‚Reformpädagogik und Leistungsbeurteilung. Eine historische, theoretisch-systematische, methodisch-didaktische und empirische Studie‘. Von 2004 bis 2007 arbeitete er als Professor für Schulpädagogik an der Pädagogischen Hochschule Weingarten. In dieser Zeit war er Direktor des Zentrums für Schulentwicklung und Professionalisierung und baute gemeinsam mit Kollegen aus der Schweiz und Österreich den internationalen Masterstudiengang Schulentwicklung auf.
2007 nahm Bohl den Ruf als Professor für Erziehungswissenschaft/Schulpädagogik an die Universität Tübingen an. Seit der Gründung 2015 der Tübingen School of Education, einer zentralen wissenschaftlichen Einrichtung für Lehrerbildung an der Universität Tübingen, ist er deren Direktor. Thorsten Bohl ist seit 2021 Mitglied und seit 2022 Sprecher der Jury des Deutschen Schulpreises.

## Forschung
Thorsten Bohl arbeitet in empirischen und theoriebezogenen Forschungsprojekten und leitete zahlreiche Forschungs- und Entwicklungsprojekte. Seine Forschungsschwerpunkte sind Unterrichts- und Schulforschung und Lehrerbildungsforschung. Er beschäftigt sich mit Fragen der Unterrichts-, Schul- und Schulsystementwicklung.
Seit 2000 leitete er als Schulpädagoge u. a. die Forschungsprojekte ‚Neue Formen der Leistungsbeurteilung‘; ‚Expertise Gemeinschaftsschule‘; ‚Erwerb von Professionswissen zur kognitiven Aktivierung anhand eigener und fremder Unterrichtsvideos' im Rahmen der DFG Forschergruppe Tübingen ‚Analyse und Förderung effektiver Lehr-Lern-Prozesse (FG 738)‘ und ‚Wissenschaftliche Begleitung Gemeinschaftsschulen Baden-Württemberg (WissGem)‘. Im Rahmen seiner Tätigkeit als Direktor der Tübingen School of Education war er seit 2015 federführend an der Beantragung zahlreicher Projekte beteiligt, u. a. mehrfach im Rahmen der ‚Qualitätsoffensive Lehrerbildung‘ (BMBF).

## Veröffentlichungen
- Bohl, T./Syring, M./El Damaty, Yusef/Fischer, S./Kähne, L. (2023): Education at the Refugee Camps. Final Report of the Project 'School Development at Refugee Camps: Status and Perspectives of Our Bridge in Kurdistan/Northern Iraq (SchoolDeCe)'. Tübingen: Tübingen Library Publishing. Open Access: doi:10.15496/publikation-85122[9]
- Führer, C./Magirius, M./Bohl, T./Grewe, B.-S./Polleichtner, W./Ulfat, F. (2023) (Hrsg.): Relativität und Normativität von Beurteilungen. Fachübergreifende und fachspezifische Analysen. Tübingen: Tübingen Library Publishing. Open Access: doi:10.15496/publikation-85924[10]
- Hofmann, E./Mavhunga, E./Bohl, T./Maringe, F./Diekmann, D. (Eds.) (2023): Teacher Education in South Africa and Germany. Shared perspectives on national and global questions. Results of the collaborative work between Wits School of Education and Tübingen School of Education. Tübingen: Tübingen University Press. Open Access: doi:10.15496/publikation-76504[11]
- Syring, M./Beck, N./Bohl, T./Tesch, B. (2023): Klasse 6b. Eine Unterrichtswoche. Bildungswissenschaftliche und fachdidaktische Analysen. Tübingen: TUP-Verlag, ISBN 978-3-947251-62-9. DOI:10.15496/publikation-75461[12]
- Beck, N./Bohl, T. (2023): Transformationen in der Lehrerbildung. Fragen und Herausforderungen der Governance und Profilierung am Beispiel der Tübingen School of Education – eine Zwischenbilanz. In: Bildung und Erziehung. 76. Jg./Heft 2, S. 174–188[13]
- L. Sibley, A. Fabian, Ch. Plicht, Ch. Wettke, I. Backfisch, T. Bohl, A. Lachner (2023): Gestaltung adaptiver Lernumgebungen mit Hilfe digitaler Medien Ein Werkstattbericht aus dem Tübinger Entwicklungs- und Forschungsprojekt „DiA:GO“. In: Lehren und Lernen. Heft 2,49. Jg. / S. 29–33[14]
- Beutel, S.-I./Bohl, T./Bräu, K./Feindt, A./Häcker, T. (2022): Leistung: Ermöglichen und Beurteilen. Friedrich Jahresheft 40. Seelze: Friedrich Verlag[15]
- Syring, M./Bohl, T./Lachner, A. (2022): Digitalisierung in der Schule. Vorschlag eines systematisierenden Rahmenmodells aus schulpädagogischer Perspektive. In: Zeitschrift für Bildungsforschung. 12. Jg./Heft 1, doi:10.1007/s35834-022-00340-y[16]
- Bohl, T. (2022): Schnell mal differenzieren? Ausgewählte Grundlagen und didaktische Implikationen eines forschungsbasierten Umgangs mit Heterogenität. In: Schulmagazin 5–10. 90. Jg./Heft 7/8, S. 4–7[17]
- Beck, N./Bohl, T./Meissner, S. (Hrsg.) (2021): Vielfältig herausgefordert. Forschungs- und Entwicklungsfelder der Lehrerbildung auf dem Prüfstand. Tübingen: Tübingen University Press. doi:10.15496/publikation-52641[18]
- Bohl, T./Budde, J./Rieger-Ladich, M. (Hrsg.) (2023): Umgang mit Heterogenität in Schule und Unterricht. Bad Heilbrunn: Klinkhardt/UTB, 2. überarbeitete Auflage[19]
- Syring, M./Bohl, T./Treptow, R. (2016): YOLO – Jugendliche und ihre Lebenswelt verstehen. Weinheim und Basel: Beltz[20]
- Bohl, T. (2018): Wissenschaftliches Arbeiten im Studium der Erziehungs- und Bildungswissenschaften. Weinheim und Basel: Beltz, 4. vollständig überarbeitete Auflage[21]
- Bohl, T./Harant, M./Wacker, A. (2015): Schulpädagogik und Schultheorie. Bad Heilbrunn: Klinkhardt[22]